# 塩尻市地域振興バス
塩尻市地域振興バス（しおじりしちいきしんこうバス）は、長野県塩尻市が運営するコミュニティバスである。愛称は「すてっぷくん」。JR塩尻駅を中心とした路線設定が行われており、楢川線は大新東に、それ以外の路線はアルピコタクシーに運行を委託している。2005年の楢川村編入合併を受け、楢川村営バスを引き継いで塩尻駅まで延伸し楢川線とした。オンデマンドバスのるーと塩尻の運行が試運転を経て2022年4月から開始した。ここではのるーと塩尻についても述べる。

## 概要
塩尻市が運営しアルピコタクシーに運行委託するコミュニティバスで市内に複数路線を有している。一部路線は松本市と辰野町にも乗り入れている路線もある。
もともと塩尻市内にはアルピコ交通（通称・松本電鉄バス）のバス路線があった。しかしモータリゼーションの加速で次々廃止され、塩尻市が地域振興バスを始めた。全路線が塩尻駅前を起点としている。また中心市街地では一部系統を除く全ての路線が市役所前とえんぱーく前に停車するよう集約されている。利用促進のためルート変更などの取り組みが行われたものの、利用は年々減少、一方で運行委託料の値上げで財政負担が課題となった。そのため2022年4月1日からは利用の少ない路線沿線ではオンデマンドバスのるーと塩尻の運行を本格的に開始、路線バスからデマンドバスのるーとへの移行を進めている。2021年4月1日から全路線の一部区間において危険な場所以外のフリー降車制を実施している。

## 沿革
- 1999年（平成11年）
  - 7月12日 - 塩尻市初の市営バスの運行を開始。当初は洗馬線、片丘線、塩尻東線、みどり湖・東山線の四路線のみ。
  - 8月23日 - 宗賀線の運行を開始する。
  - 8月30日 - 広丘・吉田線の運行を開始する。
- 2001年（平成13年）4月2日 - 利用状況等検討したうえで本格的に運行。
- 2005年（平成17年）4月1日 - 楢川村吸収合併に伴い楢川村営バスを塩尻市に移管する。
- 2006年（平成18年）10月20日 - 地域交通利用構想に基づき、中心市街地循環線の試行運行開始[2]。
- 2007年（平成19年）10月1日 - 地域交通利用構想に基づき、塩尻北部線、勝弦線（のちの北小野線）の試行運行開始。また、その他路線の見直しを実施。
- 2008年（平成20年）12月15日 - 運行ダイヤの一部改正を実施[3]。
- 2010年（平成22年）4月5日 - 運行ダイヤの一部改正を実施[4]。
- 2014年（平成26年）4月1日 - 運行ダイヤの一部改正を実施[5]。
- 2015年（平成27年）4月1日 - 運行ダイヤの一部改正を実施[6]。
- 2018年（平成30年）4月1日 - 運行ダイヤの一部改正と片丘線や楢川線、東山線、北小野線などルート変更を実施。
- 2021年（令和3年）4月1日 - 運行ダイヤなど一部改正と一部区間に限りフリー降車制を全路線で実施。ならびに北小野線のチロルの森バス停廃止と夏ダイヤを廃止し冬ダイヤを通年化。
- 2021年（令和3年）10月1日 - 中心市街地循環線沿線にてオンデマンドバスのるーとで代替可能か期間限定で実証運行開始。
- 2022年（令和4年）4月1日 - 運行ダイヤの一部改正を実施。オンデマンドバスのるーと本格運行開始に伴い中心市街地循環線廃止。
- 2022年（令和4年）5月1日 - 楢川線に速達便を新設。
- 2022年（令和4年）10月1日 - オンデマンドバスのるーとが塩尻東線沿線とみどり湖・東山線沿線で代替可能か期間限定で実証運行開始。
- 2023年（令和5年）4月1日 - 運行ダイヤの一部改正を実施。みどり湖・東山線と塩尻東線をオンデマンドバスのるーと本格移行に伴い廃止。
- 2023年（令和5年）10月1日 - オンデマンドバスのるーとが塩尻北部線沿線と広丘駅循環線沿線で代替可能か期間限定で実証運行開始。
- 2024年（令和6年）4月1日 - 運行ダイヤの一部改正を実施。広丘駅循環線と塩尻北部線をオンデマンドバスのるーと本格移行に伴い広丘駅循環線は廃止、塩尻北部線は休止した。
- 2024年（令和6年）10月1日 - オンデマンドバスのるーとが片丘線沿線で代替可能か期間限定で実証運行開始。
- 2025年（令和7年）4月1日 - 運行ダイヤの一部改正を実施。片丘線沿線で行ったオンデマンドバスのるーとの実証運行を本格運行開始ならびに片丘線は一部休止に伴う減便。令和6年3月末を以て休止した塩尻北部線が復活。

## 路線
次の路線が運行されている。なお、各路線の停車場、停車時刻及び路線図については、塩尻市役所のホームページ上で公開されている。
- 洗馬線
  - 塩尻駅前 - えんぱーく前 - 市役所前 - 中南信運転免許センター東 - 桔梗ヶ原 - （→メルシャン前・←桔梗ヶ原病院前（最終便のみメルシャン前）） - 中原 - 琵琶橋東 - 旧本洗馬局前 - 予冷センター - 旧原口郵便局前 - 上小センター（ - 大沢口 - 奥平）
  - 始発のみのショートカット便：柏茂会館→上小センター→旧原口郵便局前→支所前→原村→太田→中原→桔梗ヶ原→塩尻駅前
    - 洗馬地区を運行する。路線名ながら洗馬駅を経由しない。1987年3月31日を以て廃止された洗馬循環線と1996年6月15日以て廃止された小曽部線の一部経路に沿ったルートになっている。ただし、中原 - 旧原口郵便局間は岩垂集落を経由するため洗馬地区全域を大きく迂回するような路線設定となっている。2009年6月30日をもって松本電鉄バスの山塩線が廃止に伴い同線の洗馬地区内でかつての旧山塩線や旧小曽部線と同様に岩垂地域を通らないショートカットの経路をとる系統が朝1本の塩尻駅行き（『えんぱーく前』や『市役所前』を通行しない）が新設された。2010年4月5日から上小センターの起終点折り返しの系統が新設された。
    - 旧原口郵便局バス停では朝日村のデマンドバスくるりん号に接続できる。ただしデマンドバスの利用は登録・予約制である。
    - 2022年5月1日から市川工務店 - 奥平間に限りフリー乗降が可能になった。ただし朝のみ運行する柏茂会館始発の塩尻駅行きバスでの利用はできない。
- 片丘線
  - 広丘駅コース：塩尻駅前 - 中部電力前 - 中挟 - 南熊井 - 旧保育園前 - 宮村 - 立小路 - 北熊井商店前 - 境沢 - 片丘小学校前 - 南内田公民館前 - 大宮八幡 - 長峰 - 君石北 - 丘中前 - 広丘駅東口 - 丘中前 - 君石 - 五千石 - 旧保育園前 - 南熊井 - 中挟 - 中部電力前 - 塩尻駅前
  - 百寿荘コース：塩尻駅前 - 中部電力前 - 中挟 - 南熊井 - 旧保育園前 - 宮村南 - 町村 - 集荷所前 - 北熊井公民館 - 立小路 - 君石団地 - 内田原 - 片丘小学校前 - 南内田公民館前 - 大宮八幡 - 倉村 - 荒井 - 百寿荘
    - 塩尻駅と片丘地区に加え広丘駅を結ぶ路線。百寿荘経由コース（1日全3本）と通学向けの広丘駅経由コース（1日朝1往復）の2系統に分かれている。塩尻駅発は片丘小学校先回りして広丘駅を経由したあと君石経由で塩尻駅に戻る運行。百寿荘バス停はケアハウスえんれいの前であり名前の由来となった百寿荘は隣の建物である。2025年3月31日までは夕方便もあり朝と逆で君石先回りの広丘駅を経由したあと片丘小学校を経由して塩尻駅に戻る運行であった。時刻表では環状運転のような書かれ方をしており乗り続けることが可能だったが実際は往復運行であり運賃も往復するだけで合計200円必要となっていたが、百寿荘へ短縮してからは旅客が百寿荘で必ず降りるように変更された。冬季（12月から2月末）は集荷所前 - 立小路間をショートカットし北熊井公民館と権現を経由しない。
    - 1997年7月15日以って廃止された松本電鉄バス（現在のアルピコ交通）の片丘線の一部ルートに沿ってるが、塩尻市の運営になってからこれまで熊井地区では幾度も経路変更がされている。運行開始当初は松本市との境界が近い大宮八幡バス停で折り返していたため長らく塩尻市内完結であった。一方松本市部分は松本電鉄バス内田線として運行されているが、内田線の独自区間である寿台東口 - 倉村間は欠損の一部を松本市が補助することによって、どうにか運行されている状態である。松本市にある倉村バス停は塩尻市との境に近い。しかし廃止された旧片丘線とバス停の位置が異なり2024年現在の位置から数100m南にあった。待合小屋は2024年現在も残っている。かつて百寿荘コースは中信松本病院経由コースとして2010年4月5日から松本市にある中信松本病院（現在休院）まで延伸され途中に荒井と百寿荘と塩沢川南と上手町の４つの停留所が設置されたが倉村 - 塩沢川南間にある荒井と百寿荘の２つの停留所は6本のうち朝の中信松本病院行き1本と夕方の塩尻駅行き2本のみ経由していた。倉村 - 塩沢川南間で百寿荘を経由する便は倉村バス停北にある交差点から百寿荘まで行ったあと、戻るように倉村バス停北にある交差点へ戻る。倉村から倉村 - 百寿荘は中信松本病院行き午前の１便目と中信松本病院を経由し塩尻駅に戻る午後の２便のみ経由していた。塩沢川南 - 百寿荘 - 荒井 - 倉村間で通る道は、かつて松電バス崖の湯線が経由しており、荒井停留所は崖の湯線廃止以来長らくの雌伏を経て復活した格好となっていた。同時に広丘駅経由コースとして朝夕は大宮八幡バス停で折り返して広丘駅の駅前ロータリーに乗り入れる系統も1日朝夕2往復運行開始した。倉村バス停はアルピコ交通の内田線のバス停に併設されており、時間帯によっては両路線同士の乗り継ぎができる。2018年4月1日から中信松本病院の経営統合に伴う休院に合わせ百寿荘で塩尻駅へ折り返す運行に変更され、病院までの途中にあった塩沢川南と上手町のバス停も廃止された百寿荘経由コースに改称した。2024年4月1日に塩尻北部線が休止となってからは塩尻市地域振興バスでは唯一松本市に乗り入れる路線であったが同路線は翌年4月1日から運行を再開している。また同日に片丘線の百寿荘コースは3往復で減便が行われ塩尻駅前 - 百寿荘間は1往復と百寿荘始発の塩尻駅前行き1本の運行、2往復運行してきた広丘駅コースでは朝のみの運行を残して運行時刻の大部分が休止になった。

- 宗賀線
  - 塩尻駅前 - 市役所前 - レゾナック前 - 平出博物館前 - 洗馬局前 - 旧農協前 - 洗馬駅口 - 長瀬口 - 牧野原 - 本山仲町 - 長泉院前 - 日出塩上
    - 1999年3月31日以って廃止の松電バス日出塩線の経路にほぼ沿っている。塩尻西部中学校への通学を目的とした桔梗ヶ原経由の便が廃止された以外は、ほぼ同一の路線である。
    - 旧農協前 - 日出塩上間では楢川線とルートが完全に重複していて、ほぼ全ての停留所に楢川線のバスは停車する。
    - 2022年5月1日から国道区間を除く、旧宗賀南部保育園 - 日出塩上間でフリー乗降が可能になった。
    - 2023年4月1日より朝8時台の塩尻駅行き1本のみ桔梗ヶ原病院と中南信運転免許センター東を経由するようになったが、このバスは洗馬局を過ぎると塩尻駅までを先ほど述べた2つ停留所以外停車しない。
    - 1日5往復と日出塩上発→塩尻駅行きの1本（桔梗ヶ原病院経由）からなる。
    - 昭和電工口と昭和電工前の2つのバス停が2024年4月1日にそれぞれレゾナック口とレゾナック前に改称されたが、レゾナック口バス停は2025年4月1日にレゾナック東に改称された。

- 楢川線
  - 塩尻駅前 - 市役所前 - 桔梗ヶ原病院 - 旧農協前 - 洗馬駅口 - 長瀬口 - 牧野原 - 本山仲町 - 長泉院前 - 桑崎口 - 贄川駅 - 贄川関所 - 木曽くらしの工芸館 - 宮下 - 旭橋（一往復のみ平沢駅下経由） - 楢川支所・診療所 - 中学校前 - 奈良井駅 - 権兵衛橋（ - 羽淵：ディマンド予約制）
    - 塩尻駅から主に国道19号を通って奈良川地区の奈良井宿に近い権兵衛橋までを結ぶ定期運行区間とデマンド区間から成る。定期運行区間は観光利用を強く見込んでいるため塩尻市地域振興バスで唯一日曜祝日も運行されている。塩尻市へ編入合併した楢川村の村営バスを同市に移管し、塩尻駅まで延伸した路線。現在のアルピコ交通の旧奈良井線のルートに沿っている。旧農協前 - 日出塩上間では宗賀線とルートが完全に重複している。宗賀線と同じく塩尻市の南西方向に向かっているが、速達性を高めるため宗賀線に比べて停車する停留所は限られている。楢川村合併以前の運行エリアは権兵衛橋 - 栃洞沢と権兵衛橋 - 楢川村北西部だった。路線の大半が中央本線のJR東海区間（中央西線）と並行している。塩尻駅から奈良井宿（奈良井駅）まで鉄道は20分ほどに対してバスは1時間ほどと速達性には劣るが、運賃は鉄道が420円なのに対しバスは100円と比較的安価で乗れるため、運賃の面では利用が優位にある。運行形態は鉄道の普通列車が走らない時間帯に設定されている。楢川村営バスが塩尻市へ移管された当初こそ宗賀線と重複する経路上の停留所はほとんど停車しなかったが、2018年4月1日から全ての停留所に停車するようになった。塩尻駅から権兵衛橋まで運行するのが基本だが桔梗ヶ原 - 桑崎口間をノンストップ便3本と桑崎口→権兵衛橋間の区間便もある。楢川村時代はフリー乗降制度を採用していたが、塩尻市に合併された後は、路上における危険などの問題から、一時期はフリー乗降路線ではなくなっていたが、2021年4月1日から全路線において区間が限定的ながら交差点内など危険な場所以外のフリー降車が可能となっている。なお、権兵衛橋 - 羽淵間はデマンドバス（セミデマンド）となっており予約制である。2022年（令和4年）5月1日より速達便を権兵衛橋発朝方2本と塩尻駅発夕方1本ほど新設した。速達便は桔梗ヶ原病院・洗馬局・旧農協・洗馬駅口・万福寺口・洗馬公園・牧野・長瀬口・牧野原（コンビニ前）・旧宗賀南部保育園・本山下町・権現入口・本山仲町・本山上町・長泉院・日出塩上をには停車しない。なお桔梗ヶ原病院に停車しないのは塩尻駅夕方発1本のみである。楢川支所移転に伴い2023年4月1日に楢川支所(宮下)バス停は宮下に、楢川診療所バス停は楢川支所・診療所に改称された。

- 北小野線
  - 塩尻駅前 - 市役所前 - 塩尻営業所 - 塩尻仲町 - 塩尻東保育園前 - みどり湖口 - 塩嶺別荘口 - 地球の宝石館前 - 小野駅 - 駐在所前 - 善知鳥峠 - 塩尻東保育園前 - 塩尻仲町 - 塩尻営業所 - 市役所前 - 塩尻駅前
    - 勝弦地区や北小野地区を通り辰野町に乗り入れる勝弦先回りと善知鳥峠先回りの2ルートのラケット型環状路線である。小野駅 - 塩尻駅間は中央本線（通称、辰野線）と並行しているため列車運行がない時間帯に運行するダイヤ設定となっている。辰野町内に乗り入れる唯一の路線で小野駅にて辰野町営バスと接続できる。運行開始当初の路線名は勝弦線で、ルートもみどり湖付近を経由して勝弦地区の消防詰所で折り返していたため北小野地区と辰野町へは運行されていなかった。その後小野駅へ延伸され善知鳥峠を経由し塩尻駅に戻る循環路線に経路に改められ時間帯により善知鳥峠先回りと勝弦先回りが設定された。同時に現行の路線名へと改称された。北小野線は2007年10月1日から勝弦線として運行開始したが、勝弦地区は1983年7月5日に松本電鉄バス勝弦線が松本バスターミナル - 塩尻駅 - みどり湖口 - 勝弦 - 小野駅）が廃止になって以来路線バスが全くなかったが、路線バスとしては廃止から約20年ぶりの運行である。2015年4月1日から、上記の右から左に向かう古町先廻りの運行が開始された。（それまでは上記の左から右に向かう現行の勝弦先廻りのみの運行であった。）かつては地球の宝石館前 - 勝弦三叉路間に「チロルの森」バス停があった。かつては夏季ダイヤ（毎日運転）と冬季ダイヤ（日曜日と祝日運休）がありチロルの森の開園期間に合わせて運行されていた。チロルの森を通ったあとに通るバス停ではダイヤが10分ほど遅くなる変更がなされていた（ただし夏季ダイヤでチロルの森休園日でもチロルの森を経由した）。しかし2020年11月末を以てチロルの森が閉業に伴いチロルの森バス停は3月末を以て廃止され、これに合わせ12月からなる冬季ダイヤがそのまま通年ダイヤとなった。これに伴い全区間が日曜日と祝日は運休となった。2022年5月1日から小野駅（市道入口） - 古町三叉路と宮前踏切付近（県道入口） - みどり湖口バス停に限ってフリー乗降が可能になったが県道入口 - 宮前踏切に関しては2025年4月1日よりフリー降車ができなくなった。

- 塩尻北部線
  - 塩尻駅前→塩尻四つ角→塩尻郵便局→市役所前→芝茶屋→市営球場口→広丘駅東口→吉田→教習所前→まつもと医療センター
  - 主に国道19号線を走り松本市にある『まつもと医療センター（旧国立松本病院）』まで運行している。
  - この路線は一度2024年3月末を以て休止された路線である。休止されるまでは塩尻駅前→四つ角→塩尻郵便局→市役所前→都市大塩尻高校前→芝茶屋→市営球場口→広丘駅東口→吉田→教習所前→まつもと医療センター→吉田支所前→広丘駅東口→芝茶屋→都市大塩尻高校前→市役所前→塩尻駅前のルートだった。便数も4往復だった。
    - もともと松電バス（現在のアルピコ交通）国道塩尻線の廃止に伴って運行が始まった路線である。塩尻駅からまつもと医療センターまで下吉田から広丘駅東口まで旧広丘駅循環線と同じ経路を走って、そこから国道を走り塩尻駅に向かうほぼ6の字型の片回り循環線で、松本市にある『まつもと医療センター（旧国立松本病院）』まで運行していた。旧広丘駅循環線と同じ方向へ運行しているが、住宅街を隈なく走らない。まつもと医療センターバス停ではアルピコ交通のバス停もあり村井駅や寿台を経由して松本駅方面へ時間帯によっては接続可能。かつて旧国立松本病院バス停は、松電バス（現在のアルピコ交通）が「村井松本病院」、地域振興バスが「松本病院前」、松本市西部地域コミュニティバスは「松本病院」と名称が異なるが、まったく同じ場所であった。時間帯によっては乗り換えも可能）2010年4月5日から、広丘駅の駅前ロータリーに乗り入れるようになるとともに、田川高校前を経由していた経路が利用者低迷により廃止変更され、松本病院で折り返す経路に変更された。2018年4月1日より「松本病院前」はアルピコ交通のバス停と共に「まつもと医療センター」に統一された。1日4本の運行。2024年3月末を以て休止されオンデマンドバスのるーと塩尻に移行した。停留所はのるーとのミーティングポイントにほぼ置き換わっている。また同線に代わって4月1日から5月31日までのるーとで定期便の実証運行を同線とほぼ同じルートで平日8時台1本のみ運行しており、6月1日より本格運行に移行した。なお、利用は予約制である。だが塩尻北部線は2025年4月1日より従来比で経路や停留所数は異なるもののバス路線として運行を再開した。運行本数は1日全便3本となっている。

### 過去の路線
- 中心市街地循環線
  - 東廻り：塩尻駅前→市役所前→中部電力前→協立病院前→桟敷交差点→高出→市営球場→惣菜センター前→桔梗ヶ原簡易郵便局→高校前→市役所前→塩尻駅前
  - 西廻り：塩尻駅前→市役所前→平出遺跡公園口→桔梗ヶ原→桔梗ヶ原病院前→歯科大東→惣菜センター前→桔梗ヶ原簡易郵便局→高校前→市役所前→塩尻駅前
    - 塩尻市中心市街地を活性化する目的で設定された路線。東廻り・西廻りと名付けられているが、広丘駅循環線等とは違い、双方の運行経路は完全に異なっていた。経路にはバスにしては狭い道もあった。東西それぞれ3本、全便6本運行されていた。
    - 2021年4月からユメックスアリーナ開業に伴い一部ルート変更のうえで近隣にバス停を設置した。
    - かつて東廻りは小坂田公園も夏期のみ経由したが利用低迷により廃止された。
    - オンデマンドバスのるーとへ移行に伴い令和4年3月31日を以って廃止され運行エリアは翌日4月1日からのるーとに転換された。
- みどり湖・東山線
  - 塩尻駅前 - 市役所前 - 塩尻営業所 - 小坂田公園口 - 下柿沢 - 高速バス停前 - みどり湖花公園 - 東山上 - 御野立口
    - 松電バス国道塩尻線廃止以前から運行されていた。同路線と経路が重複していたが下柿沢（塩尻市地域振興バスの松金屋バス停と同一位置、地域振興バスの下柿沢バス停は別にあった。） - 東山（地域振興バスは東山上バス停）間は松電バスは地域振興バスよりも車両が大型な上に現在の該当路線の経路は狭すぎるため下柿沢を過ぎた所から国道20号方面へ登り道の駅小坂田公園近辺から国道20号上を運行しクリーンセンターの麓などを通っていた。一方、地域振興バスは現在のように細い農道上を運行している。このように両路線は別ルートで運行されていた。国道塩尻線が廃止されてから国道20号上の一部区間に集落がないことからクリーンセンター近辺の代替交通はない。途中にあったみどり湖団地南バス停は社会福祉センターという名前だったが近隣の社会福祉センター廃止に伴い改称された。1日塩尻駅と御野立口の間を4往復と御野立口→塩尻駅行き1本（みどり湖花公園経由せず）で運行された。2022年5月1日から塩尻仲町（市道入口） - みどり湖団地南間に限りフリー乗降が可能になった。2023年3月31日を以て廃止され、オンデマンドバスのるーと塩尻に転換された。
- 塩尻東線
  - 塩尻駅前 - 市役所前 - 下西条 - 常光寺入口 - 塩尻東保育園前 - 金井公民館 - 東支所前 - 桟敷 - 協立病院前 - 中部電力前 - 市役所前 - 塩尻駅前
    - 1987年3月31日以って廃止の松本電鉄バス西条みどり湖線の経路にほぼ沿っていた。2015年4月1日から、右廻り（桟敷先廻り・上記の右から左に向かう）の運行が開始された。（それまでは現行の左廻り（西条先廻り・上記の左から右に向かう）のみの運行であった。）1日左回り3本と右回り2本の運行だった。通常は塩尻東保育園前を過ぎると金井公民館バス停を通って立ち寄るように松原団地を経由して東支所を通り桟敷方面へ向かうが冬季は金井公民館バス停を経由せず、塩尻東保育園前で折り返してから松原団地を経由していた。かつて塩尻東保育園前バス停はみどりの郷というバス停名だった。2023年3月31日を以て廃止され、オンデマンドバスのるーと塩尻に転換された。

- 広丘駅循環線
  - 塩尻駅前 - 市役所前 - 高校前 - 惣菜センター前 - ふれあいセンター広丘（東廻りの始発便は経由せず） - 歯科大前 - 郷原簡易郵便局 - 広丘駅西口 - 吉田原団地中 - 教習所前 - 吉田支所前 - 広丘駅東口 - すみれの丘 - ふれあい広場前 - 市営球場 - ふれあいセンター広丘（東廻りの最終便は経由せず） - 惣菜センター前 - 高校前 - 市役所前 - 塩尻駅前
    - 広丘・吉田両地区を、広丘駅を経由しながら大きく周回する路線。両廻り循環線で、上記の左から右に向かうのが西廻り、右から左に向かうのが東廻り。松本歯科大学や郷原宿を経由する点は、かつての松本電鉄バス（以下松電バス）歯科大線を、引き継いでいるといえないことも無い。運行開始当初は路線名を広丘・吉田線としていたが2010年4月5日から現行の路線名に変更し、広丘駅の駅前ロータリーに乗り入れるようになった。広丘駅東口と広丘駅西口のバス停でそれぞれ5分間の時間調整がある。東回り3本と西回り2本が運行され、東回り1便目はふれあいセンター広丘、3便目はギャザ前と野村第二公民館を経由しないし加えて歯科大東を経由したあとをふれあいセンター広丘を経由しない。2024年3月末を以て廃止され、オンデマンドバスのるーと塩尻に転換。

## のるーと塩尻
路線バスとは別に、ワンボックスカーにて毎日運行しているオンデマンドバスである。市内に複数ヶ所の指定停留所があり、これをミーティングポイントと呼ばれている。
利用は予約制であるが、電話のほかに専用アプリでも予約可能である。専用バス停がありポールタイプと道路などに描くペイントタイプがある。
松本市内では村井駅とまつもと医療センターに停留所を設けている。
塩尻市では、長らくバス路線を10路線体制で運行してきたが、利用の低迷や運行委託料の値上がりで財政負担が重くなってきたことからバス路線の見直しを行った。
特に利用の減少が著しい『中心市街地循環線』を始め、『塩尻東線』、『みどり湖・東山線』、『広丘駅循環線』、『塩尻北部線』、『片丘線』の5路線沿線地域でオンデマンドバスのるーと塩尻で代替可能か実証実験運行を順次開始することにした。
2021年10月1日よりオンデマンドバスは定期運行路線の代替は可能か実証実験を兼ねた試行運行を開始した。まずは中心市街地循環線沿線で実施してから同線を2022年3月31日をもって廃止。4月から本格運行に移行した。
同年10月1日からみどり湖・東山線と塩尻東線の沿線でのるーとに代替可能か実証実験を開始。
2023年3月31日をもってみどり湖・東山線と塩尻東線を廃止し4月1日からのるーとへ移行、2024年31日をもって広丘駅循環線と塩尻北部線を廃止し翌日のるーと塩尻に移行した。
以降も利用の減少が著しい路線のデマンドバスへ転換や定期運行路線の再編など見直しを行い今後の在り方を検討していく。
また塩尻北部線廃止に伴い、4月1日から5月31日まで定期便の実証運行を行なっている。塩尻駅東口 - えんぱーく - タイヤ館塩尻 - ツルヤ広丘店 - 広丘駅東口 - セブンイレブン塩尻北店 - まつもと医療センターという同線とほぼ同じルートで平日8時台1本のみ運行開始、6月1日より本格運行へ移行となったが運行区間が原則広丘駅東口までとなり、セブンイレブン塩尻北店とまつもと医療センターは予約に応じた延長運転となった。
なお、定期便は通常ののるーとと同じく利用は予約制となっている。
- のるーと定期便

塩尻駅東口 - えんぱーく - タイヤ館塩尻 - ツルヤ広丘店 - 広丘駅東口（ - セブンイレブン塩尻北店 - まつもと医療センター）

## 運賃
- 地域振興バス
  - 小学生以上1回乗車100円（未就学児は無料）

循環系統で1周した場合200円。
- - 回数券11枚つづり1000円（市役所などで販売）
- デマンドバスのるーと塩尻
  - 大人1回乗車200円
  - 7km以上は400円、以降も7kmおきに200円ずつ加算される。

## その他
- 車両

信州アルピコタクシーに委託されている路線では、2004年（平成16年）7月頃に低床バリアフリー対応車が導入され、その後も徐々に導入されている。車両運用は限定されておらず、どの車も満遍なく市内全域に充当される。のるーと塩尻ではワンボックスカーで運行。
- 車庫

楢川線以外のバスは全てアルピコタクシー塩尻営業所に置かれている。楢川線は大新東担当で木曽平沢に車庫がある。
- バス停

白く柱が銀色で、上の丸い部分には葡萄と棒人間でできたキャラクターと「すてっぷくん」の茶色文字が描かれている。のるーとのバス停とはデザインが異なる。バス停は一部を除き原則道路の片側しか置かれずバス停ポールのない側から乗車する場合はバス停と対になっている位置で待つことになる。
- フリー降車制

停留所以外の降車を運転士の判断で危険な場所以外で取り扱うもの。乗車時に運転士への申告が必要。一部区間で実施している。
- 運休日

楢川線を除く全線が日曜日、祝日、12月30日〜翌年1月3日の年末年始に運行を休止する。
ただし12月30日〜翌年1月3日の年末年始には楢川線も運休する。
また災害などでも運休することもあるうえ、運休しなくても道路工事などにより迂回することがある。
- 迂回運行

一部区間では冬季（12月から2月末まで）は経路上の積雪量を想定し一部のバス停を経由しない迂回運転を実施することがある。積雪が全くなくても迂回運転をする。